# فروکه وگمن
فروکه وگمن (انگلیسی: Froukje Wegman؛ زادهٔ ۲۲ آوریل ۱۹۷۹) قایقران روئینگ اهل پادشاهی هلند است.